# Гексафтороферрат(III) калия
Гексафтороферрат(III) калия — комплексная соль калия, железа и плавиковой кислоты с формулой K3FeF6. 
Может быть получена растворением свежеполученной гидроокиси железа в растворе фторида калия в плавиковой кислоте с последующим осаждением этанолом:
{\displaystyle {\mathsf {Fe(OH)_{3}+3KF+3HF\ {\xrightarrow {}}\ K_{3}FeF_{6}+3H_{2}O}}}
Гексафтороферрат(III) калия образует светло-жёлтые кристаллы кубической сингонии, пространственная группа F m3m, параметры ячейки a = 0,995 нм.
Растворяется в воде, не растворяется в этаноле.